# Kembs (Gremersdorf)
Kembs ist ein Ortsteil von Gremersdorf im Kreis Ostholstein in Schleswig-Holstein mit etwa 50 Einwohnern.

## Geografie
Kembs liegt etwa sieben Kilometer südöstlich von Oldenburg in Holstein an der Kreisstraße 41 von Oldenburg in Holstein nach Heiligenhafen. Die Ostsee mit dem Kembser Strand liegt etwa 2 km in nördlicher Richtung.

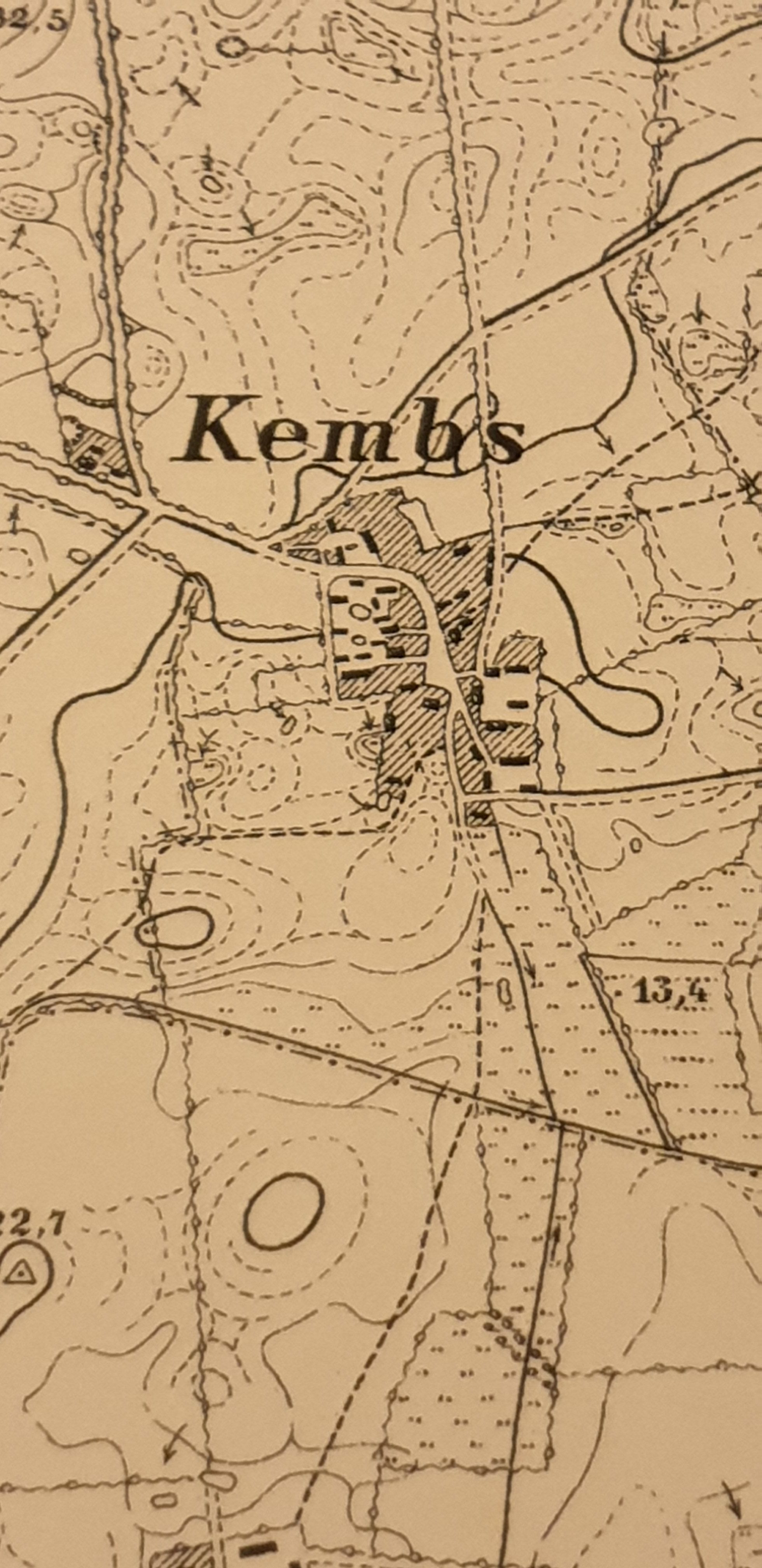
Kembs 1877 (Königl.Preuss.Landes-Aufnahme)

## Geschichte
Der Name Kembs hat seinen Ursprung im altpolabischen Wort Kapica welches Hügel im Sumpf, Insel bedeutet. Das Gebiet um Kembs war aber schon vor den Slawen besiedelt. Die Großsteingräber Kembs I und Kembs II und Funde aus der Kugelamphoren-Kultur auf dem Saaltzer Kamp belegen eine Besiedlung um 3.500 bis 2.800 v. Chr. Funde aus dem Urnenfeld bei Kembs durch R. Klinkhamer belegen eine Besiedlung in der Bronzezeit. Bis ins 3. Jahrhundert n. Chr. war der Ort von den Warnen besiedelt die während der Völkerwanderung ihre Heimat verließen. Slawen (Westslawen) aus dem Raum nördlich der Karpaten zwischen oberer Weichsel, mittlerem Dnepr und Desna rückten nach und der Ort bekam den Namen Kapica. Vom 8. Jahrhundert n. Chr. bis zum 12. Jahrhundert n. Chr. gehörte Kembs oder Kapica wie es damals hieß zum Siedlungsgebiet der Abodriten genauer zum Stamm der Wagrier und wurde von slawischen Fürsten mit Sitz in Starigard verwaltet. Sechs Grubenhäuser mit Feuerstellen sowie das Grab eines slawischen Mädchens wurden in Kembs ergraben. Zwischen dem 12. Jahrhundert und dem 13. Jahrhundert kam das Dorf in den Besitz der Familie Schorlemer die an der Seite der Grafen von Holstein an der Deutschen Ostsiedlung beteiligt waren. Der Ritter Ludolf Scorlemer wird in der erstmaligen schriftlichen Erwähnung des Dorfes Kembs am 12. Mai 1267 bei einem Gebietstausch, bei dem der Graf Gerhard von Holstein sein Dorf Sulsdorf (Zoldestorpe) mit 10 zugehörigen Hufen gegen das dem St.-Johannis-Kloster Jungfrauenkloster gehörende Dorf villa Kempiz wie Kembs genannt wurde mit 10 zugehörige Hufen als ursprünglicher Besitzer genannt. Somit gehörte das Dorf ab 1267 den Grafen Holstein.
Am 28. Oktober 1304 verkaufte die Witwe des Grafen Heinrich I von Holstein-Rendsburg, die Gräfin Heilwig (1265–1324) mit ihren Kindern Gerhard und Giselbert das jetzt villa Kempetze genannte Dorf an das St.Johannis-Jungfrauenkloster in Lübeck. Ab diesem Zeitpunkt gehörte Kembs privatrechtlich aber auch hoheitsrechtlich dem reichsunmittelbaren St.Johannis-Jungfrauenkloster in Lübeck. Im Lübecker Zehntregister von 1433 ist Kembs als Kemptze vermerkt. Am 12. Juli 1577 genehmigt die Aebtissin des St.Johannis-Jungfrauenkloster in Lübeck Meta Plönnies und der Lübecker Bürgermeister Hermann Lüneburg das Detlev von Buchwald den Schutz des Dorfes an den Sievert Ranzau für die Dauer von 20 Jahren überträgt und sie bewilligen dem Schutzherren das übliche Schutzgeld und die Bruchgelder (Strafgeld). Auf der Ducatus Holsatiae Nova Tabula von Henricus Hondius wird Kembs 1630 bzw. 1645 als Tems dargestellt.

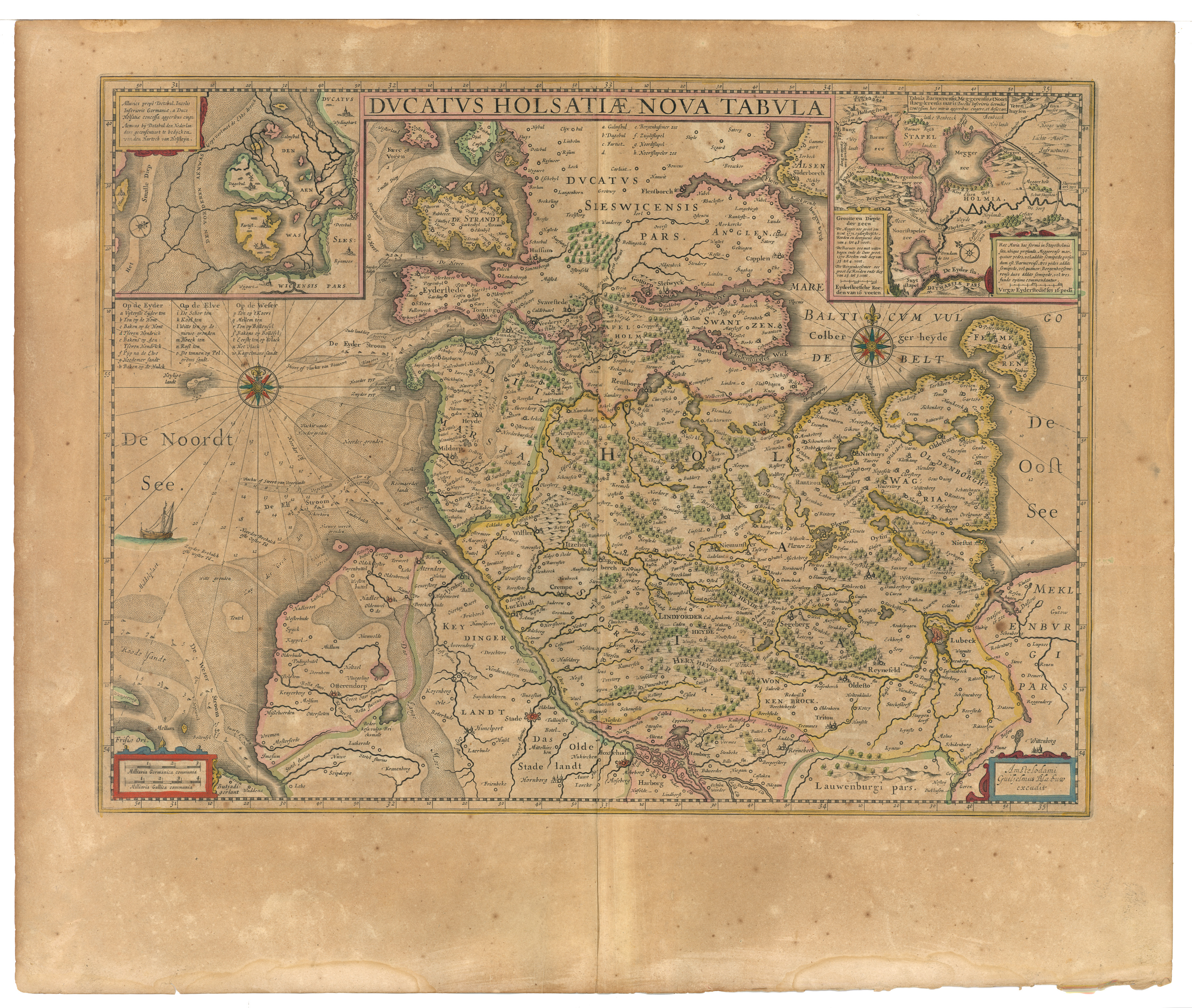
Ducatus Holsatiae Nova Tabula 1645

1789 wurde Kembs als Kems auf der Varendorfschen Karte eingezeichnet. Im Zuge eines Vergleiches zwischen Dänemark-Holstein und Lübeck zu Beginn des Jahres 1802 und des Reichsdeputationshauptschlusses kam Kembs um 1806 hoheitrechtlich zum Herzogtum Holstein und wurde als sogenanntes Lübsches Stadtstiftsdorf besonders verwaltet. Steuern und Abgaben wurden durch das Amt Cismar verwaltet, Militärangelegenheiten durch den Güterdistrikt Oldenburg und die Gutsobrigkeit und polizeilichen Geschäfte durch beauftragte Notare. Bauernvögte übernahmen die interne Verwaltung und die Vertretung des Dorfes nach außen. Nach dem Deutschen Krieg 1866 wurde Kembs 1867 Teil des neu gegründeten preußischen Provinz Schleswig-Holstein. Kembs wurde eine preußische Landgemeinde und gehörte bis 1937 zum Amtsbezirk Putlos. Es gehörte zum Kirchspiel Heiligenhafen auch die Gerichte waren dort. Seit 1. April 1937 ist Kembs Teil der Gemeinde Gremersdorf. Die Freiwillige Feuerwehr Kembs wurde 1934 gegründet und wird jetzt zusammen mit dem Nachbardorf Dazendorf als Freiwillige Feuerwehr Kembs-Dazendorf unterhalten.
Die Bushaltestelle Kembs/Abzweigung wird an Schultagen von zwei Linien der Autokraft angefahren.

## Kulturdenkmal
Das Wohnhaus von 1848 im Hufenweg 13, ein traufständiger eingeschossiger Backsteinbau mit Mittelzwerchhaus und vorgestellter offener Eingangsvorhalle mit Altan, flachem Satteldach ist als Kulturdenkmal des Landes Schleswig-Holstein eingetragen. Es ist geschichtlich, künstlerisch und städtebaulich schützenswert.

## Höfe
Das St.Johannis-Jungfrauenkloster war ab 28. Oktober 1304 bis 1806 Eigentümer des Dorfes und somit Lehnsherr, die Bauern waren lehnsabhängige Bewohner des Dorfes, sie besaßen keinerlei Grundeigentum, ihnen gehörten nur die Gebäude (Haus, Ställe), die beweglichen Sachen und das Vieh. Sie waren an den von ihnen bewirtschafteten Grund gebunden, sie waren aber keine Leibeigenen. Ihr Eigentum konnten die Lehnsnehmer vererben. Witwen, die nicht neu geheiratet haben, mussten den Grund innerhalb eines Jahres verlassen.

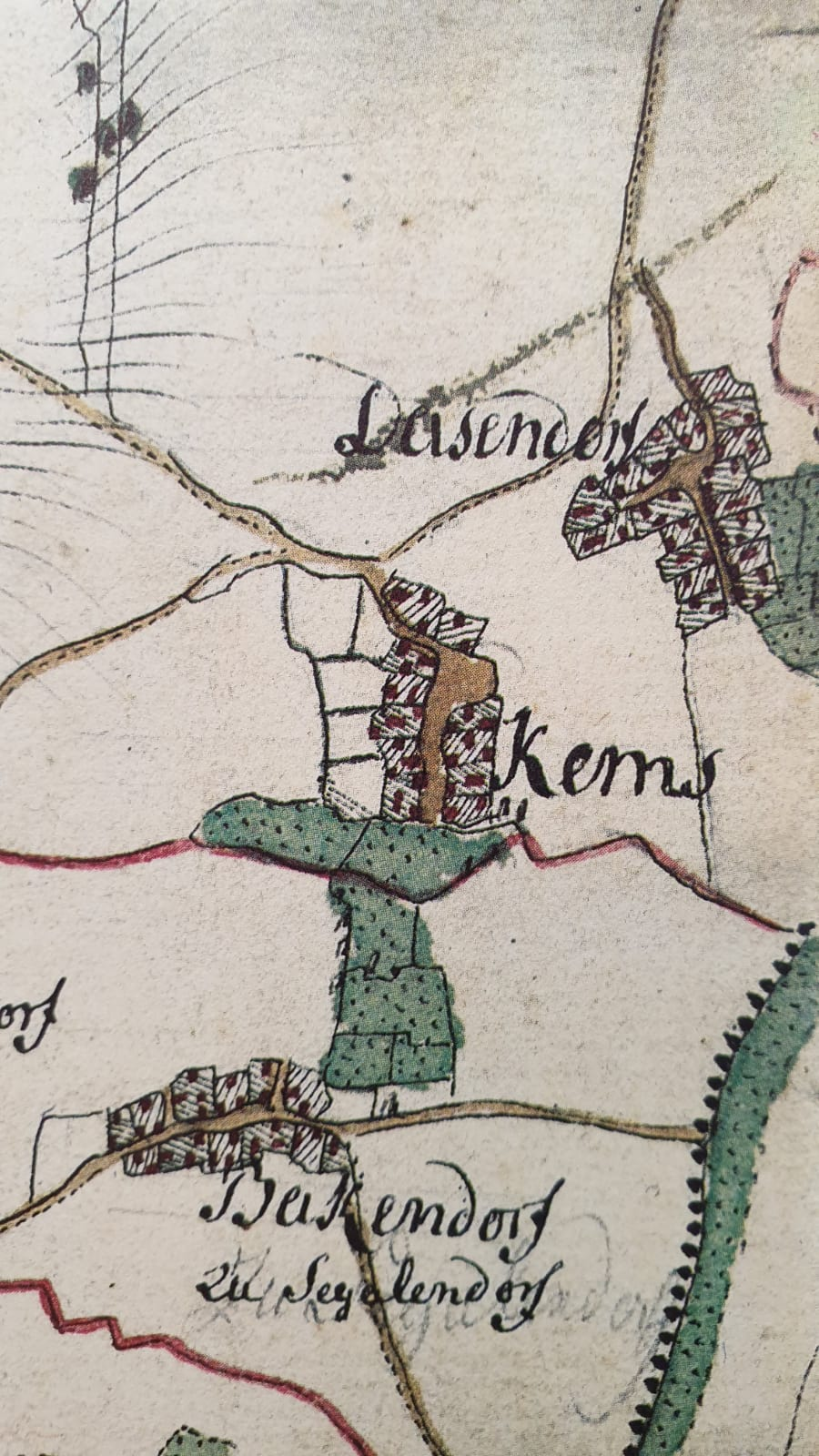
Kembs in der Vahrendorf’schen Karte 1796

| Höfe (Stellen), Lehnsnehmer und deren Abgaben im Laufe der Zeit |                                                                |       |                                 |                            |                            |                                     |
| Stelle                                                          | Lehnsnehmer                                                    | Hufen | 1600                            | 1636                       | 1647                       | 1700                                |
| 1 ⊙                                                             | Hans Reise Hinrich Reise Martin Raloff                         | 3,5   | 16 Lübsche Mark 4 Schilling - - | - 32 Mark 8 Schilling - -  | - - 43 Mark -              | - - 69 Mark 14 Schilling 1/2 Witten |
| 2 ⊙                                                             | Asmus Raloff Asmus Raloff Peter Schröder Peter Lieske          | 3     | 15 Mark - -                     | - 30 Mark - -              | - - 39 Mark -              | - - 57 Mark 12 Schilling            |
| 3 ⊙                                                             | Jürgen Averdieck Jochim Maßmann Marx Hahne                     | 2,25  | 11 Mark 4 Schilling - -         | - 22 Mark 8 Schilling - -  | - - 29 Mark 4 Schilling -  | - - 44 Mark 1 Schilling             |
| 4 ⊙                                                             | Hinrich Reise Thomas Schildknecht Franz Mess(e) Thomas Mess(e) | 2,125 | 10 Mark 10 Schilling - -        | - 21 Mark 4 Schilling - -  | - - 27 Mark 10 Schilling - | - - 41 Mark 12 Schilling 1/2 Witten |
| 5 ⊙                                                             | Pasch Tamm Hans Lütke Peter Lütke(n)                           | 2,75  | 13 Mark 12 Schilling - -        | - 27 Mark 8 Schilling - -  | - - 35 Mark 12 Schilling - | - - 56 Mark 7 Schilling 1/2 Witten  |
| 6 ⊙                                                             | Peter Raloff Martin Raloff Peter Schildknecht                  | 3     | 15 Mark - -                     | - 30 Mark - -              | - - 39 Mark -              | - - 57 Mark 12 Schilling            |
| 7 ⊙                                                             | Jochim Stuck Peter Stuck Claus Klinkhamer                      | 3,375 | 16 Mark 14 Schilling - -        | - 33 Mark 12 Schilling - - | - - 43 Mark 14 Schilling - | - - 78 Mark 9 Schilling 1/2 Witten  |
| Gesamt                                                          |                                                                | 20    | 98 Mark 12 Schilling            | 197 Mark 8 Schilling       | 257 Mark 8 Schilling       | 406 Mark 5 Schilling                |

## Einwohnerentwicklung

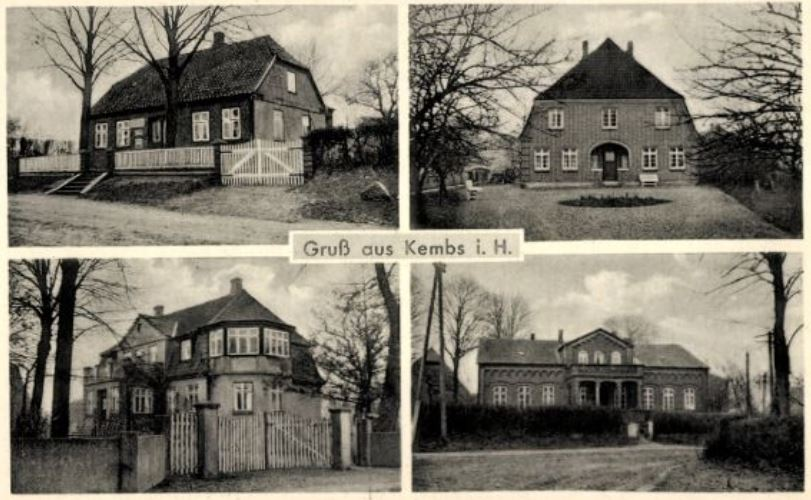
Bildpostkarte von Kembs etwa 1950

| Einwohnerentwicklung |                   |           |
| Jahr                 | Haushalte / Hufen | Einwohner |
| 1267                 | 10 Hufen          |           |
| 1433                 | 20 mansi (Hufen)  |           |
| 1700                 | 20 Hufen          |           |
| 1845                 | 7 Hufen 3 Kathen  | 123       |
| 1855                 |                   | 92        |
| 1925                 |                   | 108       |
| 1987                 | 25 Haushalte      | 67        |

## Flurnamen
| Namen umliegender Schläge |      |
| Name                      | Lage |
| Mühlenberg                |      |
| Kabel                     |      |
| Bamlo                     |      |
| Rugenberg                 |      |
| Bollerskamp               |      |
| Karro                     |      |
| Klützerkamp               |      |
| Kloster                   | ⊙    |
| Goldkamp                  |      |
| Folkenberg                |      |
| Treeschen                 |      |
| Seekamp                   |      |
| Saalzerkamp               |      |
| Schmelin                  |      |

| Namen umliegender Teiche |      |
| Name                     | Lage |
| Corinthen                | ⊙    |
| Langensoll               | ⊙    |
| Klützersoll              |      |
| Quassoll                 |      |
| Großensaal               |      |
| Großensee                |      |
| Kleinensee               |      |